# 戈勒姆 (新罕布什爾州)
戈勒姆（英語：Gorham）是一個位於美國新罕布什爾州庫斯縣的鎮。

## 人口
根據2020年美國人口普查的數據，戈勒姆的面積為83.70平方千米，當中陸地面積為82.40平方千米，而水域面積為1.30平方千米。當地共有人口2698人，而人口密度為每平方千米32人。